# ألفونسو سوريانو
ألفونسو سوريانو هو لاعب كرة قاعدة دومينيكاني، ولد في 7 يناير 1976 في سان بيدرو دي ماكوريس في جمهورية الدومينيكان.

## وصلات خارجية
- ألفونسو سوريانو على موقع دوري كرة القاعدة الرئيسي (الإنجليزية)
- ألفونسو سوريانو على موقع الدوري الياباني لكرة القاعدة (الإنجليزية)
- ألفونسو سوريانو على موقعبيزبول رفرنس.كوم (الدوري الرئيسي) (الإنجليزية)
- ألفونسو سوريانو على موقعبيزبول رفرنس.كوم (الدوري الثانوي) (الإنجليزية)
- ألفونسو سوريانو على موقع إي إس بي إن.كوم (أم.أل.بي) (الإنجليزية)
- ألفونسو سوريانو على موقع مشجعي الرسوم البيانية (الإنجليزية)
- ألفونسو سوريانو على موقع إن إن دي بي (الإنجليزية)